# لیوا (عمان)
 لیوا  نام روستایی است از توابع شهرستان برکاء (به عربی:  ولایة برکاء )       یکی از شهرستانهای  استان باطنه  در کشور پادشاهی عمان است. 
مساحت  روستای لیوا  در حدود ۶۰۰ کیلومتر مربع است. 

## جمعیت
جمعیت روستا در حدود ۲۵۶ نفر می‌باشند که از اهل سنت و مالکی مذهب هستند. پیشه مردم روستا کشاورزی، دامداری  و تجارت  است. همچنین مردم روستا از کوه‌های محیط روستا عسل جمع می‌کنند و در بازار روستا  می‌فروشند. 

## آثار تاریخی
آثاری از خانه‌های قدیمی  در ضلع شمالی روستا وجود دارد  که تاریخ بنای آن به صدها سال پیش بر می‌گردد، خانه از سنگ  وگل ولای ساخته شده‌است وسقف آن‌ها از کنده وشاخه‌های درخت نخل خرما تشکیل داده  بوده‌است. در این روستا باغ‌های مرکبات  و میوه‌های گوناگون و نخلستان‌ها فراوان است. اطراف روستا جنگلی از درخت سلم، سمر احاطه نموده‌است.